# Scolopia urschii
Scolopia urschii är en videväxtart som beskrevs av Joseph Marie Henry Alfred Perrier de la Bâthie. Scolopia urschii ingår i släktet Scolopia och familjen videväxter. Inga underarter finns listade i Catalogue of Life.